# ストッピングパワー
ストッピングパワー（Stopping power）とは、拳銃や小銃などの小火器から放たれた銃弾が生物に命中した際、その目標となった生物をどれほど行動不能に至らしめるかの指数的概念である。
特に目標が人間の場合、マン・ストッピングパワーと表現することがある。よく混同されるが、あくまで行動不能に陥らせる程度を表す指数であり、即死させることは絶対条件ではない。本稿では特にマン・ストッピングパワーについて解説する。
以下に現在もっとも一般的と思われるものを列挙するが、ストッピングパワーに関しては実験が困難である等（人体実験となるため）の理由により、不明な点が多い。

## 神経学的な影響
銃撃により目標の中枢神経系を破壊し、神経伝達を遮断することにより行動不能に陥らせることができる。中でも脳幹部への銃撃がもっとも有効とされる。これは、特に運動系を破壊し、随意運動を確実に封じるためである。その他の運動系に深く関わらない脳の部位では確実性に欠けるといわれる。ただし、もとより致命的部位には変わりないので、そのまま死亡に繋がりやすい。
けん銃など、威力の低い弾薬を使用する小火器については、脳幹部への銃撃が唯一確実に相手を行動不能としうる射撃部位となる。一方、小銃など威力の高い弾薬を使用する火器は、頭部に弾丸が命中した際の衝撃で生じる急激な肉部の拡張（空洞現象）による圧力に頭蓋骨が耐え切れず、頭部が破裂を起こしてしまうので、けん銃などより容易に神経伝達の遮断を期待することができる。

## 物理学的な影響

### 運動エネルギーの伝達
1896年、ドイツのローヌは、80ジュール（J）の運動エネルギーをもつ質量12.5gの砲弾が、兵士に対して負傷を与えるには十分であると証明した。その後、エネルギー量については多くの実験が行われ諸説が提出されたが、この80ジュールという値は、その後、北大西洋条約機構（NATO）においても継承された。
また、銃・砲弾の形状に工夫が凝らされるにつれ、エネルギー量だけでなく、その伝達についても注目されるようになった。ドイツの警察が9x19mmパラベラム弾を使用する拳銃を審査するにあたって採用した指針においては、「弾道ゼラチンに対して20～30cmの侵徹長を確保し、また侵徹長の最初の5cmにおいて30〜60 J/cmのエネルギー発散を行う」という値が提示された。

### 大量出血による血圧低下
動脈が被弾し破れると、大量の血液が急激に失われるため、失血性のショック状態によって行動不能となる。アメリカ海兵隊で、狙撃時に股間を狙えと教えているのはこのためである。股間を狙撃しようとすると、着弾が左右にずれれば大腿動脈、上にずれれば下行大動脈への被弾が期待できる。

## 精神的な影響
アメリカにおける銃撃事件の被害者に対する調査によると、実に40-50%のケースにおいて、撃たれた箇所が致命的な部位でもないにもかかわらず、即座に行動不能になったという事実が確認されている。これらは一般人が、世間のメディアやエンターテイメントに流通する過剰な銃の威力の表現に対し、刷り込みをされているからだといわれている。
映画等では威力の低い小口径の銃で撃たれたにもかかわらず、演出のために吹き飛ばされるように倒れる表現が目立つ。しかし実際には銃で撃たれた事による衝撃はさほど大きくなく、44マグナムでさえ人が歩く1/20の仕事量しか発揮できない。その刷り込みのため、｢撃たれたら死ぬ｣との強い思い込みから致命的な部位に銃撃を受けなくとも、行動不能になってしまう。これは心理的なものなので、実際の効果については個人差が大きい。事例では銃を向けられて発砲音を聞いただけで撃たれたと勘違いしてしまい、急に苦しくなり、即座に立っていられなくなったというものもある。

## 来歴
歴史上、マンストッピングパワーが問題となる事件がたびたび発生し、議論を呼んでいる。
米比戦争（1899年〜1913年）
当時、アメリカ軍では.38ロングコルト弾を使用するコルトM1892を採用していたが、モロ族との戦闘で威力不足が問題になった。このことから、1911年、より大口径の.45ACP弾を使用するM1911が採用された。これは1985年にベレッタM92が新たに制式採用となるまでアメリカ軍の制式採用銃であり続け、また現在でも絶大な人気を誇っている。
マイアミ銃撃事件（1986年）
14名の連邦捜査局（FBI）捜査官が重武装した2名の銀行強盗犯を検挙しようとした際に発生した銃撃戦においては、初期の段階でFBI捜査官が犯人の一人の右胸部に1発の9mm口径のホローポイント弾を命中させていたにもかかわらず、犯人は行動停止に至らなかった。最終的に犯人2名が射殺された一方、FBI側も2名の捜査官が殉職、4名が負傷した。
コアテス巡査殉職事件（1992年）
サウスカロライナ州ハイウェイ・パトロールのコアテス巡査が殉職した事件。コアテス巡査は.357マグナム口径のホローポイント弾を4発命中させていたにもかかわらず、犯人の22LR口径の拳銃による応射を受けて殉職した。